# Midland Combination Women’s Football League
Midland  Combination Women’s Football League, w skrócie Midland Combination - jest trzecią klasą ligową w kobiecej piłce nożnej w Anglii, razem z trzema ligami Combination Leagues - South West, South East i Northern. Stanowi zaplecze FA Women’s Premier League Northern Division. Do owej rozgrywki ligowej bezpośredni awans uzyskują zespoły z West Midland Women’s Football League i East Midland Women’s Football League. Liga powstała w 1998 roku.

## Zwycięzcy Midland Combination
| Sezon     | Zwycięzca                |
| --------- | ------------------------ |
| 1998/1999 | Birmingham City L.F.C.   |
| 1999/2000 | Newcastle Town L.F.C.    |
| 2000/2001 | Mansfield Town L.F.C.    |
| 2001/2002 | Lincoln City L.F.C.      |
| 2002/2003 | Chesterfield F.C. Ladies |
| 2003/2004 | Coventry City L.F.C.     |
| 2004/2005 | Nottingham Forest L.F.C. |
| 2005/2006 | Crewe Alexandra L.F.C.   |